# جائزة نساء غيرن الهند
جائزة نساء غيّرن الهند هي جائزة مسابقة سنوية تدعمها منظمة الأمم المتحدة في الهند، وموقع الحكومة الهندية والمؤسسة الوطنية لتحويل الهند. تكرم تلك الجائزة «رائدات الأعمال الاستثنائيات، اللائي يكسرن السقف الزجاجي ويتحدين الصور النمطية».
تم منح الجوائز الأولى في عام 2016. تم الإعلان عن وضع قائمة مختصرة من 10 أسماء للتصويت العام على موقع الحكومة الهندية ليفوز من بينهم ثلاثة فائزين قبل بدء المسابقة. شارك في الواقع ما يقرب من 1000 مشاركة، فوُضعت قائمة قصيرة من 25 مشاركة على موقع الحكومة الهندية في الاستطلاع الذي أنتج 12 فائزًا، تم تقسيمهم إلى ستة فائزين وستة من الوصيفين.
في عام 2017، تم اختيار 12 فائزًا من أصل حوالي 3000 مشارك، وفي عام 2018 تم اختيار 15 فائزًا من بين أكثر من 2500 مشارك.